# 弦楽四重奏曲第6番 (バルトーク)
バルトークの弦楽四重奏曲第6番（げんがくしじゅうそうきょくだい6ばん）Sz.114は、1939年に作曲されたバルトーク最後の弦楽四重奏曲である。
各楽章の冒頭はいずれもメスト（悲しげに）と記された共通の主題で開始され、作品全体の統一が図られてもいる。また、この主題は楽章を追うごとに拡大し、第4楽章ではついに楽章全体を覆う。こうした構成は、この当時のヨーロッパを覆っていた戦争へ向かう不可避な雰囲気を象徴している。一方で弦楽四重奏曲第4番、第5番でなされた5楽章で構成される回文構造は採用されず、4楽章形式が採られており、古典的な印象を与えている。

## 作曲の経緯
1939年3月23日、バルトークのヴァイオリン協奏曲第2番の初演がアムステルダムで行われた。この時の独奏者ゾルターン・セーケイは、ハンガリー弦楽四重奏団を組織しており、この初演の機会に新しい弦楽四重奏曲の作曲をバルトークに依頼した。ハンガリー弦楽四重奏団はすでに、バルトークの弦楽四重奏曲第5番のヨーロッパ初演を成功させており、その演奏能力に不安はなかった。
1938年にナチス・ドイツによるオーストリア併合やチェコスロヴァキアへの侵攻で、ハンガリーでは民俗音楽の研究の継続が出来なくなることを見越したバルトークは、セーケイの依頼を受けた頃にはアフメト・アドナン・サイグンを介してアンカラへの移住を真剣に検討していたり、また彼や協力者達が集めたハンガリー民謡やルーマニア民謡の分析作業に没頭するなど多忙だった。しかしバルトークは年少の友人の求めを承諾した。
この年の8月、バルトークは指揮者のパウル・ザッハーの招きで、ザッハーの用意したスイス・グリュイエール地方の山小屋に夏休みのため訪れていた。そこから息子に送った手紙（1939年8月18日付）の中で、ザッハーから依頼された『弦楽のためのディヴェルティメント』が完成したことと、「セーケイから弦楽四重奏曲の依頼を受けている」と弦楽四重奏曲に着手することを記したが、第2次世界大戦の勃発ととともにハンガリーに呼び戻された。結局、この作品が完成したのはブダペストに移ってからの11月であった。そしてこの完成の翌月には、ハンガリーから離れることを拒み続けていた母親が死去する。
初演の機会がないままバルトークは翌年10月にアメリカへ移住し、この曲の楽譜も彼と共にアメリカへと渡った。一方、委嘱者のセーケイはドイツ占領下のオランダにいて、バルトークとの連絡は途絶してしまった。結局、この作品の初演は弦楽四重奏曲第5番の初演を行ったコーリッシュ弦楽四重奏団に委ねられ、この四重奏団に献呈された。

## 楽章構成
1. Mesto - Più mosso, pesante - Vivace
2. Mesto - Marcia con sordino
3. Mesto - Burletta
4. Mesto

演奏時間は、全曲で約29分。

## 初演
1941年1月20日、ニューヨーク。コーリッシュ弦楽四重奏団による。

## 作品の内容
第1楽章の冒頭、楽譜にはMestoの指示があるが、バルトークが速度指定の代わりに表情指定を書き込むことは珍しい。ここでヴィオラが奏でる不安に満ちた祈りのような旋律が、作品全体を貫く「悲しみ」の主題である。この主題の後、各楽器が加わり、やがて第1ヴァイオリンがヴィヴァーチェで第1主題を提示して主部に入る。この主題が対位法的に展開された後に低弦のトリルに乗って第1ヴァイオリンによって提示されるのが第2主題である。展開部のはじめでは序奏の一部が回想される。最後はやや速度を上げ激昂するかと思われるが、結局は静かに楽章を閉じる。
第2楽章の冒頭の「悲しみ」の主題はチェロで提示されるが、第1ヴァイオリンが対位法的に絡み、2声の音楽となっている。旋律が終わると、唐突に行進曲(Marcia)が始まるが、それは破滅への行進曲であるかのように騒然としたものである。トリオではチェロが高音域で「悲しみ」の主題をパロディのように演奏する。また、トリオ部分では楽器の強弱でエコーのような効果を出したり、あるいはヴィオラには四分音が指示されており、演奏技巧上の難易度は高い。
第3楽章の「悲しみ」の主題は3声で奏でられる。これに続く主部はモデラートの「Burletta」（小さな諧謔）。荒々しく強烈なリズムを刻むその音楽は、序奏の「悲しみ」をあざ笑うかのようにユーモラスな音楽となっている。トリオはアンダンティーノで穏やかな音楽となるが、すぐに主部が戻り、その際にはさらに強烈な音楽となって戻ってくる。
第4楽章のMestoはもはや序奏ではなく、それ自体が主部となる。「悲しみ」の主題は4声で奏でられ、これが、この楽章の中心主題となる。終わり近くに第1楽章の2つの主題が回想されるが、それはかつてのアーチ構造を暗示すると同時に、過ぎてしまった時代を思い返しているかのようにも聞こえる。そしてそれは、第1楽章の冒頭同様ヴィオラが奏でる「悲しみ」の主題に取って代わられ、静かに全曲を閉じる。

## 参考図書
- ポール・グリフィス・著、和田旦・訳『バルトーク -- 生涯と作品 --』 泰流社 1986年 ISBN 4884705599